# 科捷利尼科沃
47°38′N 43°08′E / 47.633°N 43.133°E
科捷利尼科沃（Коте́льниково）是俄羅斯伏爾加格勒州西南部科捷利尼科沃区的一個城市。位於州首府伏爾加格勒西南190公里處。2002年人口19,656人。
1897年建立，1955年設市。